# 普永 (马恩省)
普永（法語：Pouillon，法語發音：[pujɔ̃]）是法国马恩省的一个市镇，属于兰斯区。

## 地理
普永（49°18'51"N, 3°56'52"E）面积2.78 平方千米，位于法国大東部大區马恩省，该省份为法国东北部内陆省份，北起阿登省，西北接埃纳省，西南接塞纳-马恩省，南至奥布省，东南接上马恩省，东临默兹省。
与普永接壤的市镇（或旧市镇、城区）包括：维莱弗朗克、舍奈、埃蒙维尔、梅尔菲、圣蒂耶里、蒂勒。

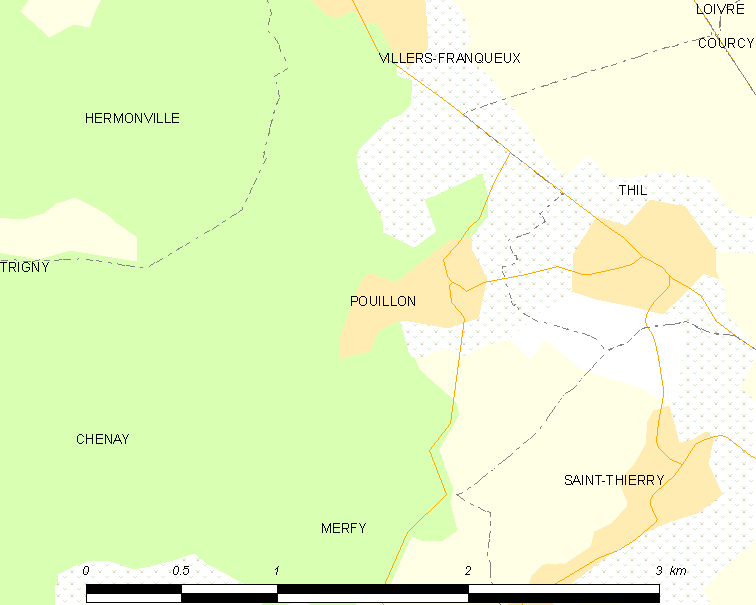
的OSM定位图

普永的时区为UTC+01:00、UTC+02:00（夏令时）。

## 行政
普永的邮政编码为51220，INSEE市镇编码为51444。

## 政治
普永所属的省级选区为勃艮第-弗雷讷县。

## 人口

1962-2008年间人口变化图示

普永于2022年1月1日时的人口数量为521人。